# Santiago el Mayor (Apostolado de Almadrones)
Santiago el Mayor  es una obra atribuida al Greco, que formaba parte del llamado Apostolado de Almadrones, un conjunto de lienzos hallados en la iglesia de Almadrones, en Guadalajara. Actualmente forma parte de las colecciones del Museo Nacional del Prado en Madrid, España. Consta con el número 188 en el catálogo razonado realizado por el historiador del arte Harold Wethey, especializado en El Greco.

## Análisis
- Pintura al óleo sobre lienzo; 72 x 55 cm.; realizada circa 1608-1614.
- A la derecha, encima del hombro, aparecen las iniciales letras griegas Δ y Θ, a manera de firma.[2]

La imagen del apóstol Santiago el Mayor es la más apreciada de la serie. El personaje viste de azul, con su mano derecha en ademán de argüir. Su intensa mirada se dirige a algo lateral, a pesar de su representación frontal. La cabeza está resuelta con una calidad técnica y con una intensidad superiores a las del resto del conjunto, y no se repite en los demás Apostolados.
La identificación de este santo ofrece dudas, porqué en este lienzo no hay ningún atributo que identifique a Santiago el Mayor, mientras que en el Apostolado de la catedral de Toledo y en el Apostolado del Museo del Greco aparece, respectivamente, con un cayado de peregrino y con un libro. Sin embargo, tanto en estos dos conjuntos como en el Apostolado de San Feliz, viste túnica azul y manto verde, mientras que en el presente lienzo falta el manto. Tanto José Álvarez Lopera como José Camón Aznar identifican al personaje como Santiago el Menor.